# Creolestes nigribarbis
Creolestes nigribarbis är en tvåvingeart som först beskrevs av Philippi 1865.  Creolestes nigribarbis ingår i släktet Creolestes och familjen rovflugor. Inga underarter finns listade i Catalogue of Life.